# لا المشبهة بليس
تعد لا المشبهة بليس إحدى الأحرف التي تشبه ليس فتؤدي معناها (النفي) وتعمل عملها في رفع المبتدأ على أنه اسم لها نصب الخبر على أنه خبر لها ومن هذه الأحرف أيضاَ: (ما—لات-إنْ).